# سونی اریکسون دبلیو۵۱۸آ

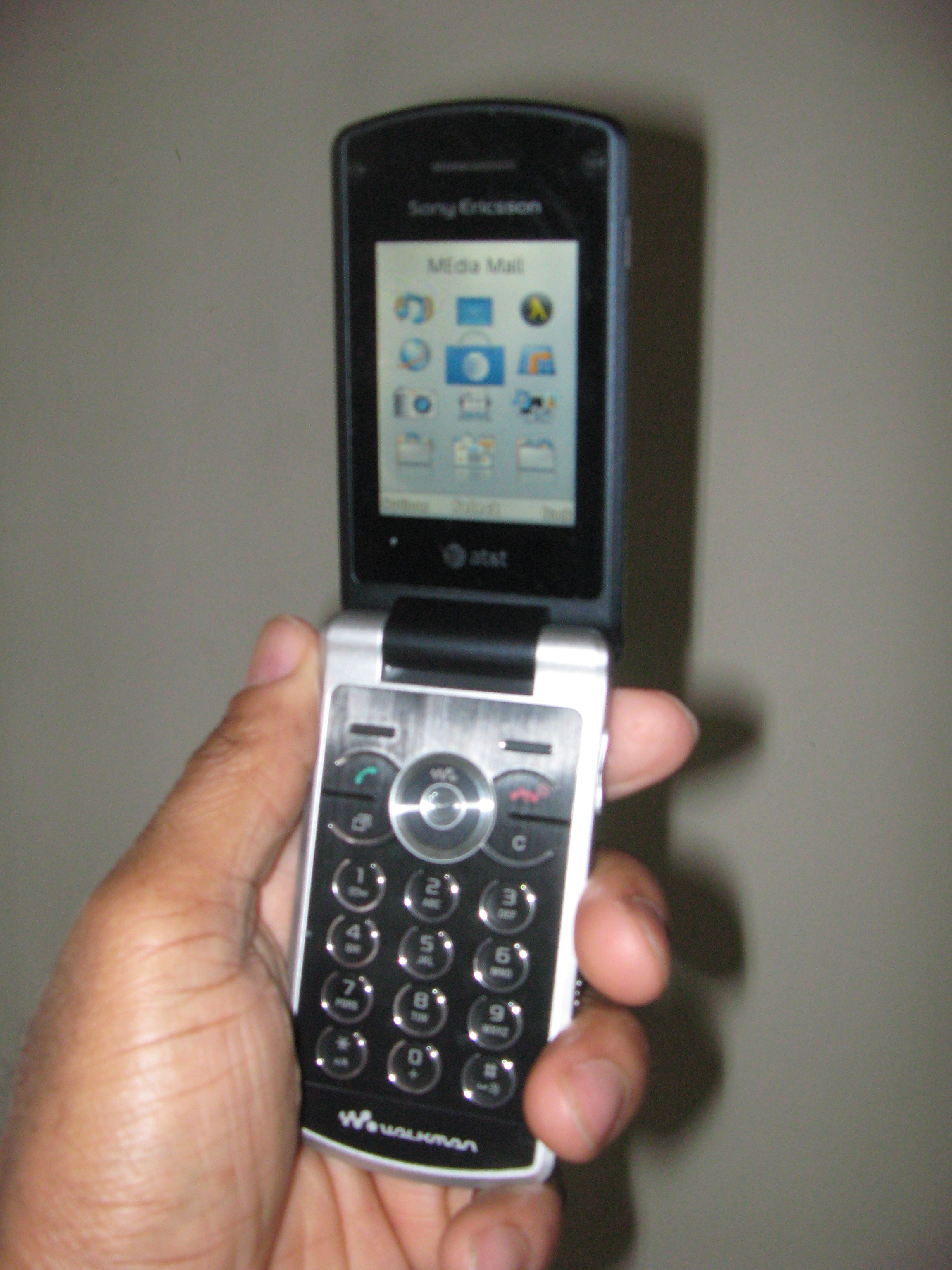

سونی اریکسون دبلیو۵۰۸آ (به انگلیسی: Sony Ericsson W508a)، یک‌نمونه از گوشی‌های تلفن همراه سری دبلیو (به انگلیسی: W) شرکت سونی اریکسون می‌باشد که در  سال ۲۰۰۹ توسط همین شرکت به بازار عرضه شده‌است.